# 조는 못말려
《조는 못말려》(영어: Joe Dirt)는 미국에서 제작된 데니 고든 감독의 2001년 모험 코미디 영화이다. 데이비드 스페이드가 주연과 공동 각본을 맡았고, 로버트 사이먼즈 등이 제작에 참여하였다.

## 출연
- 데이비드 스페이드
  - 에릭 퍼 설리번
- 브리트니 대니얼
- 데니스 밀러
- 애덤 비치
- 크리스토퍼 워컨
- 제이미 프레슬리
- 키드 록
- 로재나 아켓
- 조 돈 베이커
- 메건 하비
- 캐럴라인 에런
- 프레드 워드
- 브라이언 톰프슨
- 블레이크 클라크
- 해밀턴 캠프
- 미치 마틴
- 타일러 메인
- 케빈 P. 팔리
- 랜스 하워드
- 스티븐 브릴
- 리처드 릴리
- 브리 터너
- 에디 머니
- 케빈 닐런
- 캐슬린 프리먼

## 기타 제작진
- 공동 제작: 아이라 슈먼
- 배역: 로저 머슨든
- 미술: 페리 앤덜린 블레이크
- 의상: 알렉산드라 웰커